# Steven Amiez
 Steven Amiez, né le 7 septembre 1998 à Annecy, est un skieur alpin français.

## Biographie
Steven Amiez, naît le 7 septembre 1998 à Annecy. Il est le fils de Sébastien Amiez (vainqueur de la Coupe du monde de slalom en 1996, vice-champion olympique 2002 et vice-champion du monde 1997 de slalom) et de la slalomeuse de l'équipe de France Béatrice Filliol.

### Débuts
Il débute au club des sports de Pralognan, avant de rejoindre celui de Courchevel à partir de 2015.
Il est vice-champion de France U18 (moins de 18 ans) de slalom en 2016 à Lélex, derrière Léo Anguenot.
Il dispute sa première épreuve de Coupe d'Europe en janvier 2018 dans le slalom de Chamonix.
En janvier 2019, il marque ses premiers points en Coupe d'Europe, en prenant la 17e place du slalom de Val Cenis. En mars de la même année, il devient vice-champion de France U21 (moins de 21 ans) de slalom à Auron, derrière Paco Rassat.
Il intègre l'équipe de France Jeunes à partir de la saison 2019-2020. En janvier 2020, il fait ses débuts en Coupe du monde dans le slalom de Kitzbühel. En février 2021, il réalisé son premier top-10 en Coupe d'Europe en prenant la 7e place du slalom de Meiringen-Hasliberg. 

### Saison 2021-2022
En juin 2021, il accède à l'équipe de France B et intègre le Team Excoffier. En janvier 2022, il prend une bonne 6e place dans le slalom de Coupe d'Europe de Vaujany. Le 18 février, il remporte brillamment son premier succès en Coupe d'Europe, en gagnant le slalom d'Almåsa devant le suédois Alexander Steen Olsen et le suisse Tanguy Nef. Le week-end suivant, le 26 février, il marque ses premiers points en coupe du monde en terminant à une remarquable dix-septième place dans le slalom de Garmisch-Partenkirchen. Il termine la saison à la 11e place du classement général de slalom de la Coupe d'Europe. Le 28 mars 2022 à Auron, il devient vice-champion de France de slalom Elite, derrière Clément Noël.

### Saison 2022-2023
Dès le début de la saison 2022-2023, il remporte sa seconde victoire en Coupe d'Europe dans le slalom d' Obereggen le 15 décembre 2022, suivie d'une 3e place le lendemain sur le slalom de Val di Fassa. Ses résultats en Coupe du monde de slalom ne sont pas à la hauteur de ses attentes car il ne parvient pas à se qualifier pour la seconde manche des épreuves. En février il dispute à Courchevel ses premiers championnats du monde où il se classe 27e dans le slalom. Ses résultats en Coupe d'Europe sont excellents et il termine la saison à une superbe seconde place du classement général du slalom, avec  5 podiums dont une victoire. Pour clore la saison il est à nouveau vice-champion de France de slalom aux Orres, toujours derrière Clément Noël.

### Saison 2023-2024
A l'inter-saison il change d'équipementier et passe de Fischer à Rossignol. Il commence bien la saison 2023-2024 avec une troisième victoire en coupe d'Europe qu'il obtient fin décembre 2023 dans le slalom de Val di Fassa. Le 7 janvier 2024, il améliore sa meilleure performance en coupe du monde en se classant 11e du slalom d'Adelboden. Il confirme cette performance la semaine suivante en prenant à nouveau la 11e place du slalom de Wengen. Le 21 janvier il décroche son premier top-10 en coupe du monde en prenant une incroyable 6e place dans l'épreuve de Kitzbühel. Il obtient à nouveau 2 tops-10 en se classant 9e du slalom de Chamonix  début février 2024 à seulement 43 centièmes de seconde de la victoire, et 9e du slalom d'Aspen début mars 2024. Au terme d'une remarquable saison en coupe du monde , il se classe 14e du classement général du slalom avec 3 tops-10 et 6 tops-11. Début avril à Megève, il est vice-champion de France de slalom pour la troisième fois consécutive, toujours derrière Clément Noël.

### Saison 2024-2025
Il intègre l'équipe de France A. En novembre 2024, il commence sa saison de belle manière en prenant la 6e place du slalom de Lévi. Une semaine plus tard, après avoir pris la 3e place de la première manche du slalom de Gurgl, il termine au pied du podium avec une 4e place au classement final de l'épreuve, son meilleur résultat en coupe du monde à ce jour,,. La course suivante, le 15 décembre à Val d'Isère, il remporte pour la première fois la première manche d'un slalom de coupe du monde. Malheureusement, refermant le portillon, il sort dans le second tracé,. Début janvier à Madonna di Campiglio il prend une belle 4e place dans le slalom nocturne. Il réalise à nouveau 2 tops-10 en janvier en se classant 6e  du slalom d'Adelboden et 7e de celui de Schladming. En février il dispute à Saalbach ses seconds championnats du monde. Il y prend la 7e place du slalom et la 12e du combiné par équipe (associé à Maxence Muzaton). Il obtient encore 2 tops-10 à Schladming et aux finales de Sun Valley. Il termine la saison au 11e rang du classement de la coupe du monde de slalom. Début avril, aux championnats de France à Méribel, il est pour la 4e fois consécutive vice-champion de France (cette fois-ci derrière le surprenant Théo Lopez).

## Palmarès

### Championnats du monde
| Édition / Epreuve                  | Slalom | Combiné par équipe |
| Mondiaux 2023 Courchevel / Méribel | 27e    | -                  |
| Mondiaux 2025 Saalbach             | 7e     | 12e                |

### Coupe du monde
Steven Amiez prend son premier départ de coupe du monde le 26 janvier 2020 lors du slalom de Kitzbühel.
- 38 slaloms disputés (à fin mars 2025)[30].
- 9 tops-10
- Meilleur résultat sur une épreuve de slalom : 4e le 24 novembre 2024 à Gurgl[30] et le 8 janvier 2025 à Madonna di Campiglio.
- Meilleur classement général : 34e en 2025 avec 268 points.
- Meilleur classement de slalom : 11e en 2025 avec 268 points.

| Saison / Épreuve | Saison / Épreuve | Général | Général | Slalom | Slalom |
| ---------------- | ---------------- | ------- | ------- | ------ | ------ |
| Saison / Épreuve | Saison / Épreuve | Class.  | Points  | Class. | Points |
| 2021-2022        | 2021-2022        | 126e    | 14      | 46e    | 14     |
| 2023-2024        | 2023-2024        | 47e     | 183     | 14e    | 183    |
| 2024-2025        | 2024-2025        | 34e     | 268     | 11e    | 268    |

### Championnats du monde juniors
Steven Amiez participe à une unique édition des championnats du monde juniors de ski alpin, en 2019 à Val di Fassa, sans résultat (abandon lors de la seconde manche du slalom, la seule course où il était en lice).
| Édition / Épreuve          | Slalom  |
| Mondiaux 2019 Val di Fassa | Abandon |

### Coupe d'Europe
- 42 slaloms disputés (à fin mars 2023)
- Meilleur classement général : 14e en 2023[32].
- Meilleur classement en slalom : 2e en 2023[32].
- 6 podiums dont 2 victoires à Almåsa et Obereggen[33].

#### Classements
| Saison / Épreuve | Saison / Épreuve | Général | Général | Slalom | Slalom |
| ---------------- | ---------------- | ------- | ------- | ------ | ------ |
| Saison / Épreuve | Saison / Épreuve | Class.  | Points  | Class. | Points |
| 2019             | 2019             | 152e    | 22      | 57e    | 22     |
| 2020             | 2020             | 137e    | 32      | 50e    | 32     |
| 2021             | 2021             | 77e     | 93      | 22e    | 93     |
| 2022             | 2022             | 45e     | 176     | 11e    | 176    |
| 2023             | 2023             | 14e     | 374     | 2d     | 374    |
| 2024             | 2024             | 73e     | 100     | 22e    | 100    |

### Championnats de France

#### Élite
| Édition / Epreuve                    | Slalom géant | Slalom  |
| ------------------------------------ | ------------ | ------- |
| Championnats 2016 Les Menuires       | -            | 13e     |
| Championnats 2017 Lélex              | -            | Abandon |
| Championnats 2018 Châtel             | Abandon      | Abandon |
| Championnats 2019 Auron              | 20e          | 10e     |
| Championnats 2020 Val Thorens        | annulé       | annulé  |
| Championnats 2021 Les Gets           | -            | 6e      |
| Championnats 2022 Isola 2000 / Auron | Abandon      | Argent  |
| Championnats 2023 Les Orres          | -            | Argent  |
| Championnats 2024 Megève             | 35e          | Argent  |
| Championnats 2025 Méribel            | -            | Argent  |

#### Jeunes
2 titres de Vice-champion de France

##### Juniors U21 (moins de 21 ans)
2019 à Auron :
- Vice-champion de France de Slalom

##### Cadets U18 (moins de 18 ans)
2016 à Lélex :
- Vice-champion de France de Slalom